# Kommandogerät-6
Das Kommandogerät 6 (russisch Прибор управления артиллерийским зенитным огнем, ПУАЗО-6, Transkription: Pribor uprawljenia artilleriskim senitnim ognem) diente zur Führung des Feuers von Flak-Batterien. Mit Hilfe des Gerätes wurden aus den Zielkoordinaten eines Luftzieles die Werte zum Richten der Geschütze ermittelt und an die Geschütze weitergeleitet. Entwickelt wurde das Kommandogerät ab 1946 in der Sowjetunion. In der Nationalen Volksarmee wurde das Gerät auch als PUAZO-6 bezeichnet.

## Entwicklung

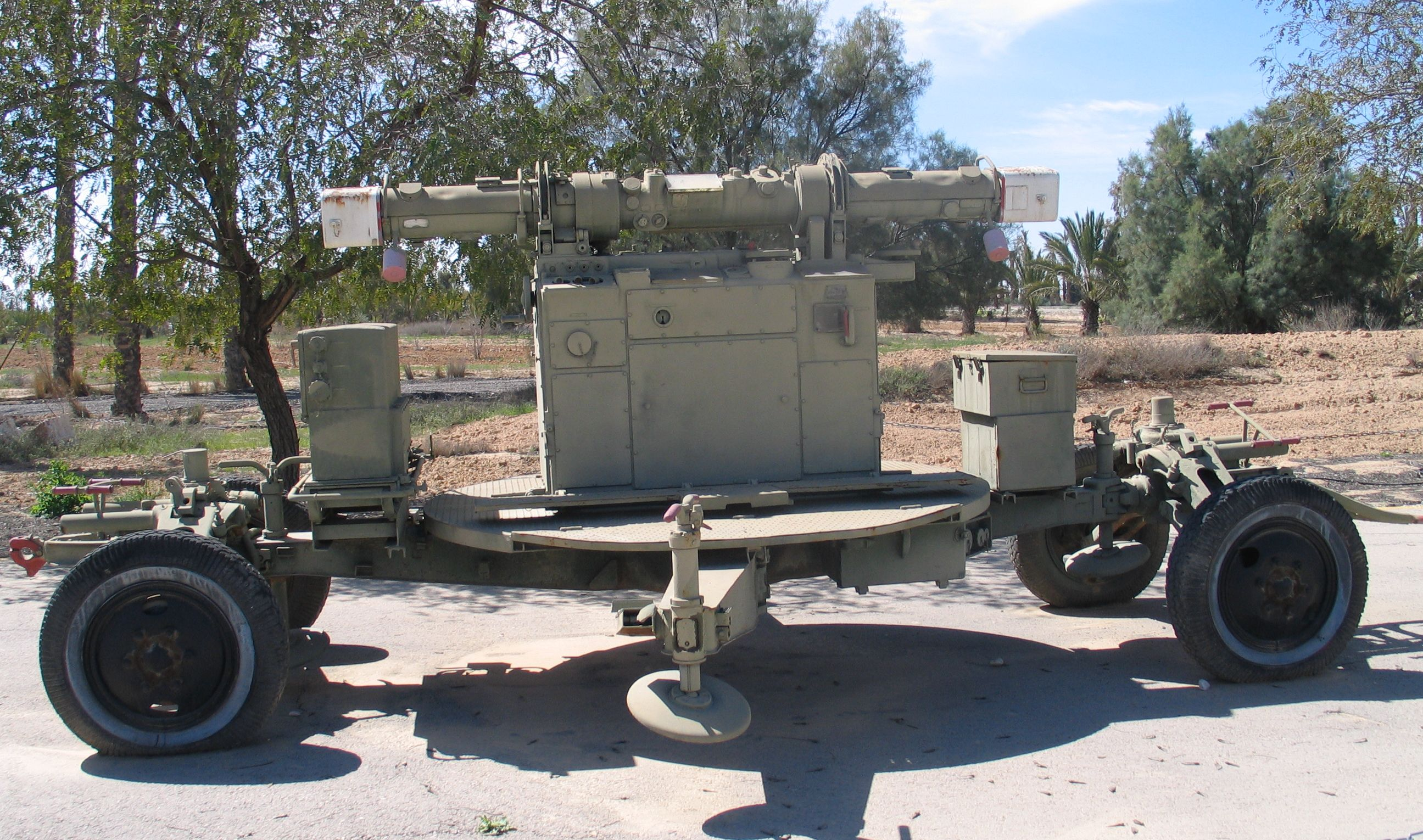
Kommandogerät 6-60

Bereits ab Endes des Ersten Weltkrieges wurde deutlich, dass die Bekämpfung der immer höher und schneller fliegenden Flugzeuge geeignete Einsatzverfahren der Fla-Artillerie erforderte. Als problematisch erwies sich dabei zunehmend die Bestimmung des Vorhaltepunktes, der aus der Bewegungsrichtung und Geschwindigkeit des Luftzieles und der Flugzeit der Geschosse ergibt. Mit Hilfe des für Fla-Waffen gebräuchlichen Ringvisiers konnte der Vorhaltepunkt nur geschätzt, nicht aber bestimmt werden. Aus der Überlegung, mit Hilfe der Zielkoordinaten des Luftzieles und ihrer Änderungsgeschwindigkeit den Vorhaltepunkt berechnen zu können, entstanden die ersten Kommandogeräte zur Führung von Fla-Batterien. Diese als Analogrechner aufgebauten Geräte konnten anhand der von optischen Entfernungsmessern ermittelten Zielkoordinaten die Richtwerte für die Geschütze und für großkalibrige Fla-Waffen auch die Laufzeit des Zeitzünders der Granaten bestimmen. Ab Beginn der 1940er-Jahre wurden diese Kommandogeräte auch mit Radarstationen zur Ermittlung der Zielkoordinaten gekoppelt.
Das erste sowjetische Kommandogerät PUAZO-1 (ПУАЗО 1) entstand 1930. Bei ihm und dem ab 1934 verfügbaren Nachfolger PUAZO-2 (ПУАЗО 2) mussten die berechneten Schusswerte noch mündlich bzw. fernmündlich an die Geschütze übermittelt werden. Das 1940 erschienen PUAZO-3 (ПУАЗО 3) ermöglichte erstmals die elektrische Übertragung der Schusswerte an die Geschütze. Die Schusswerte wurden am Geschütz auf dem sogenannten Nullsichtgerät angezeigt. Die Waffen mussten nach den Angaben dieses Gerätes manuell gerichtet werden. Diese ersten sowjetischen Kommandogeräte besaßen zur Bestimmung der Zielkoordinaten nur einfache Reflexvisiere, die relativ ungenau arbeiteten. Ein stereoskopischer Entfernungsmesser war zwar in der Batterie vorhanden, jedoch nicht mit dem Kommandogerät gekoppelt, so dass dessen Werte mündlich übermittelt werden mussten. Dieses Verfahren war relativ langsam, ungenau und störanfällig. Dennoch blieben die PUAZO-3 bis in die 1950er-Jahre im Bestand der entsprechenden Flak-Batterien.

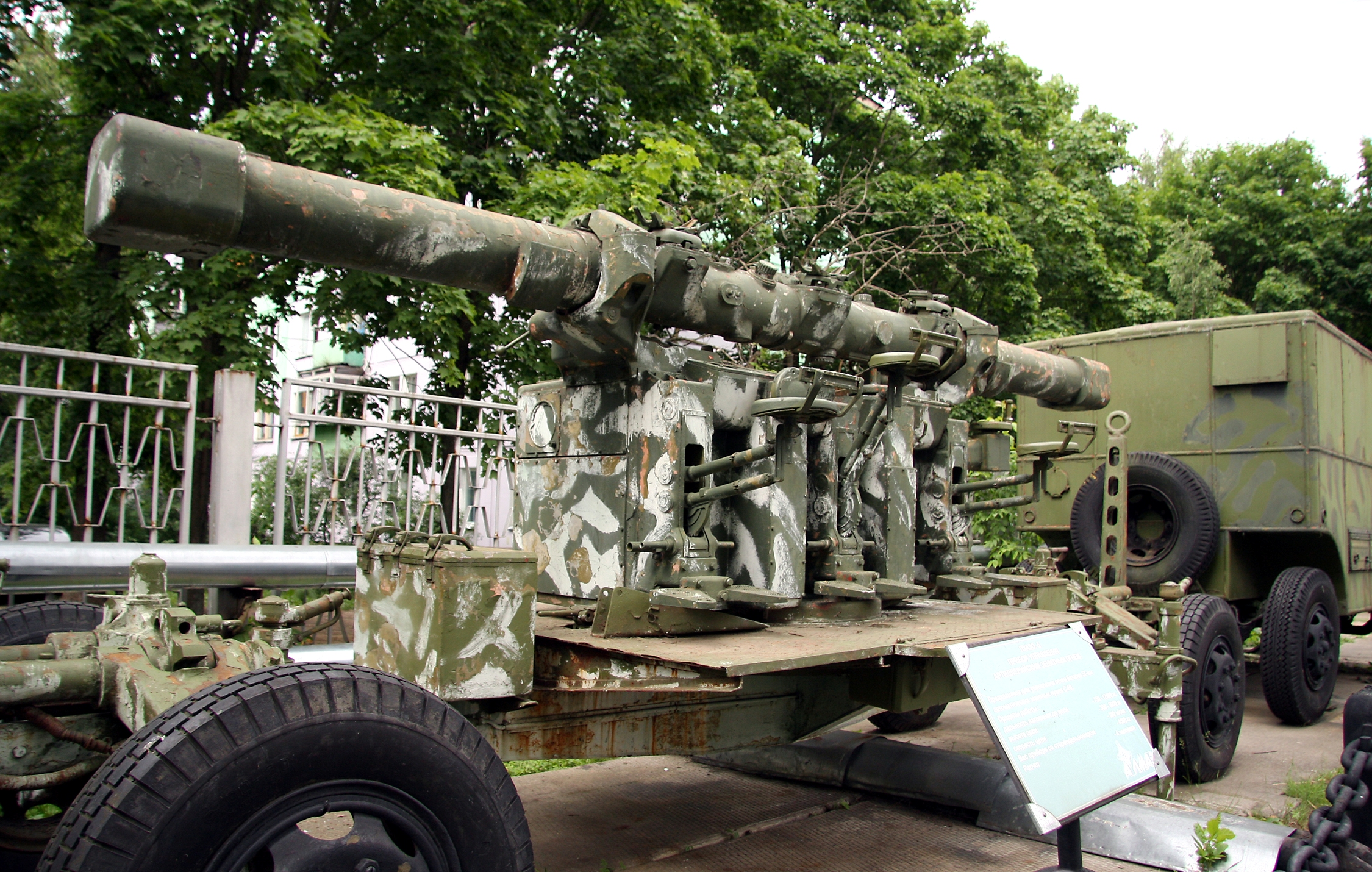
Kommandogerät PUAZO-5

Erst das nach Ende des Zweiten Weltkrieges entwickelte Kommandogerät PUAZO-5 (ПУАЗО 5) besaß einen integrierten stereoskopischen Entfernungsmesser. Es diente zur Führung der mit der automatischen 57-mm-Flak S-60 ausgerüsteten Batterien. Konstruktiv lehnte es sich eng an das deutsche Kommandogerät 40 an. Mittlerweile war die optische Entfernungsmessung jedoch bereits überholt, da mit den entsprechenden Radargeräten eine wesentlich präzisere und vor allem allwettertaugliche Methode zur Bestimmung der Zielkoordinaten zur Verfügung stand.
Das PUAZO-6 (ПУАЗО 6) sollte im Einsatz mit den neu entwickelten Geschützrichtstationen GRS-4 (SON-4) und GRS-9 (SON-9) koppelbar sein, dabei wurden die Zielkoordinaten und deren Änderungsgeschwindigkeit von den Geschützrichtstationen bestimmt. Alternativ war auch eine Koordinatenbestimmung mit einem integrierten optischen Entfernungsmesser möglich. Vorgesehen war das Gerät zur Führung von Fla-Batterien der automatischen 57-mm-Flak S-60, der 85-mm-Flak 52-K bzw. deren Nachfolger KS-12 und KS-1 und der 100-mm-Flak KS-19. Die Variante mit der GRS-4 war für die KS-19 vorgesehen, mit der GRS-9 für die kleineren Kaliber.
Entwickelt wurde das Gerät im zentralen Konstruktionsbüro des wissenschaftlichen Forschungsinstituts Nr. 20 (russisch: ЦАКБ НИИ-20, ZAKB NII-20). Die Entwicklung begann unmittelbar nach dem Ende des Zweiten Weltkrieges. Der zunächst im NII-5 erstellte Entwurf konnte jedoch nicht befriedigen. Der damalige sowjetische Verteidigungsminister Ustinow wies an, das Gerät innerhalb eines Jahres entscheidend zu verbessern oder neu zu entwickeln. Nach den Vorgaben Ustinows wurde die Entwicklung des Kommandogerätes am 21. September 1952 vom Ministerrat der UdSSR angewiesen. Weisungsgemäß konnte die Entwicklung des Gerätes 1953 abgeschlossen werden.
Für die 130-mm-Flugabwehrkanone KS-30 wurde das prinzipiell ähnlich arbeitende Kommandogerät PUAZO-30 (ПУАЗО 30) entwickelt. Wesentlicher Unterschied zum PUAZO-6 waren hier die höheren Werte für Reichweite und Höhe des zu bekämpfenden Luftzieles. Für die GRS-4 wurde weiterhin das PUAZO-7 (ПУАЗО 7) entwickelt, das in die Geschützrichtstation eingerüstet wurde. Damit waren erstmals in einem sowjetischen Fla-System die Elemente der Zielaufklärung, -identifizierung und -begleitung sowie der Ermittlung der Schusswerte in einem Gerätekomplex zusammengefasst. Dieser Weg wurde mit dem Feuerleitgerät RPK-1 konsequent fortgeführt und konzeptionell zum Abschluss gebracht. Die Integration eines Kommandogerätes in die Geschützrichtstation GRS-9 schied wegen deren geringeren Abmessung und des zusätzlichen Gewicht aus. In der Praxis wurde das PUAZO-6 zusammen mit der GRS-9 auch zur Führung der 100-mm-Flak KS-19 eingesetzt, da die Wertebereiche auch für diese leistungsfähigere Waffe ausreichend waren.

## Aufbau

### Aufbau und Wirkungsweise
Das Gerät war auf einer zweiachsigen Lafette mit Achsschenkellenkung aufgebaut. Das Kommandogerät bestand aus
- einem auf der Unterlafette drehbar montiertes Rechengerät
- einem fest auf dem Rechengerät montierten optischen Entfernungsmessgerät D-49 (sogenannte 3-m-Basis)
- dem fest auf der Unterlafette montierte Motor-Generator
- der eigentlichen Unterlafette
- einem unter der Plattform befestigter Batteriesatz
- einem Elektroaggregat zur Stromversorgung des Kommandogerätes
- dem Übungs- und Prüfgerät PTRP-4M
- dem Zugfahrzeug, normalerweise einem Kettenschlepper AT-S

Beim Rechengerät handelte es sich um einen Analogrechner, der größtenteils mit Drehmeldern und Resolvern aufgebaut ist. Der Vorteil dieser Auslegung lag in der zum Entwicklungszeitpunkt wesentlich höheren Arbeitsgeschwindigkeit von Analogrechnern im Vergleich zu digitalen Computern und in der einfachen Umsetzung der zu lösenden Differentialgleichungen durch rotierende elektrische Maschinen.
Im Rechengerät wurden die Eingangsinformationen – Seitenwinkel, Höhenwinkel und Schrägentfernung – in die Richtwerte für die Fla-Geschütze umgewandelt. Die Eingangsinformationen wurden im Regelfall von der angeschlossenen Geschützrichtstation GRS-9 bereitgestellt. War die GRS-9 mit Tachogeneratoren für das Kommandogerät ausgerüstet, wurden als Eingangsinformation noch die Veränderungsgeschwindigkeiten des Seiten- und Höhenwinkels übermittelt. Mit diesen Werten konnte der Vorhaltepunkt präziser als mit herkömmlichen Verfahren ermittelt werden. Mit dem fest auf dem Rechengerät aufgebauten optischen Entfernungsmesser konnten die Winkel zum Ziel und die Schrägentfernung auch ohne Radarabstrahlung, allerdings mit verminderter Genauigkeit, ermittelt werden. Es ergaben sich folgende Einsatzverfahren:
- Bestimmung der Winkel und der Entfernung durch die GRS-9,
- Bestimmung der Entfernung durch den optischen Entfernungsmesser, der Entfernung durch die GRS-9,
- Bestimmung der Winkel und der Entfernung durch den optischen Entfernungsmesser.[3]

Aus diesen Werten berechnete das Rechengerät die Rohrerhöhung und den Seitenrichtwinkel der Fla-Geschütze. Für die Fla-Geschütze KS-19 und KS-12 wurde außerdem noch die Zünderstellung berechnet. Die ermittelten Werte wurden elektrisch an die Geschütze übertragen. Die Fla-Geschütze S-60 und KS-19 waren mit elektrischen Richtantrieben ausgerüstet; hier erfolgten das Richten der Waffen und die Zündereinstellung (bei KS-19) automatisch. Die 85-mm-FlaK 52-K besaß keine elektrischen Richtantriebe, hier wurden die Richtwerte auf einem sogenannten Nullsichtgerät angezeigt.
Die Bedienung bestand aus insgesamt sechs Soldaten. Neben dem Messtruppführer und dem Aggregatewart waren je ein Bedienungsmann für die Entfernung zum Ziel, den Seitenrichtwinkel, den Höhenrichtwinkel und die Zielhöhe verantwortlich.
Das Übungs- und Prüfgerät PTRP-4M diente zur Überprüfung der korrekten Arbeitsweise des Kommandogerätes sowie der Ausbildung der Bedienung. Zu Ausbildungszwecken konnte mit dem Übungs- und Prüfgerät PTRP-4M der Kurs eines Zieles imitiert und die laufenden Koordinaten an das Kommandogerät übertragen werden.
Das Elektroaggregat diente der Stromversorgung des Kommandogerätes und in den Batterien der 57-mm-Flak S-60 auch zur Stromversorgung der Richtantriebe der Fla-Geschütze.

### Varianten
Insgesamt wurden drei Varianten des Kommandogerätes-6 entwickelt.
Das Kommandogerät 6-60 (ПУАЗО 6-60, PUAZO 6-60) diente zur Führung einer Flak-Batterie S-60. Die Zündereinstellung wurde nicht berechnet, als Aggregat war ein Elektroaggregat SPO-30 vorhanden. Das Aggregat war auf einem Zweiachsanhänger, ebenfalls mit Achsschenkellenkung, montiert. Es stellte eine Wechselspannung von 230 V mit einer Frequenz von 50 Hz und einer Nennleistung von 30 kW bereit. Das Aggregat stellte die Stromversorgung des Kommandogerätes und der Richtantriebe der Fla-Geschütze sicher.
Das Kommandogerät 6-12 (ПУАЗО 6-12, PUAZO 6-12) diente zur Führung einer Flak-Batterie KS-12. Die Zündereinstellung wurde berechnet, als Aggregat war ein Elektroaggregat PZS-3 vorhanden. Das Aggregat war auf der Ladefläche des Zugmittels des Kommandogerätes verlastet. Zum Betrieb wurde es auf einer Rampe mit Schienen von der Ladefläche des Zugmittels gerollt. Mit Hilfe der Räder konnte es auf festem Untergrund manuell bewegt werden. Bereitgestellt wurde eine Gleichspannung von 120 V bei einer Nennleistung von 3 kW. Das Aggregat stellte die Stromversorgung des Kommandogerätes sicher. Zur Umwandlung des Gleichstromes in den vom Kommandogerät benötigten Wechselstrom besaß das Kommandogerät den Motor-Generator, der als Umformer diente.
Das Kommandogerät 6-19 (ПУАЗО 6-19, PUAZO 6-19) diente zur Führung einer Flak-Batterie KS-19. Die Zündereinstellung wurde berechnet, ein eigenes Aggregat war nicht vorhanden.

## Einsatz

### Sowjetunion
Das Gerät kam ab Mitte der 1950er-Jahre in den Flak-Batterien der Kaliber 57 mm, 85 mm und 100 mm zusammen mit den Geschützrichtstationen GRS-4 und GRS-9 zum Einsatz. Abgelöst wurde es in den 57-mm-Batterien ab 1961 durch die RPK-1. In diesem Zeitraum wurden auch die schweren Flak-Batterien durch Fla-Raketenkomplexe ersetzt und aus der aktiven Bewaffnung herausgelöst.

### Nationale Volksarmee
Die Einführung des PUAZO-6 bei der Truppenluftabwehr der NVA begann 1955/56. Es wurde in den 57-mm-, 85-mm- und 100-mm-Flakbatterien eingesetzt und löste bei der 85-mm-Flak das PUAZO-3 ab. Zunächst wurde in den mittleren Flakbatterien (S-60) nur nach den Angaben des optischen Entfernungsmessers geschossen, da die Geschützrichtstation GRS-9 erst ab 1958/59 zulief.
Ab 1961 gaben die Flakregimenter der Luftverteidigung ihre 57-mm- und 100-mm-Flak ab und wurden zu Flugabwehrraketenregimentern umstrukturiert. Die 85-mm-Fla-Kanonen wurden bereits vorher aus der Bewaffnung herausgelöst, so dass das PUAZO-6 nur in den mit der S-60 ausgerüsteten Flakregimenter der Panzer- und Motorisierten Schützendivisionen verblieb. Ab Mitte der 1960er-Jahre schränkte der zunehmende Verschleiß die Einsatzbereitschaft der PUAZO-6 immer mehr ein. Eine Neubeschaffung war nicht möglich, da das Gerät nicht mehr produziert wurde. Die noch einsatzbereiten PUAZO-6 wurden in den Truppenteilen des MB-V zusammengefasst, während die Truppenteile des MB-III übergangsweise mit dem ungarischen Kommandogerät E-2BD ausgerüstet wurden.
Ab 1968 begann die Ablösung der GRS-9 und damit auch der PUAZO-6 durch das Feuerleitgerät RPK-1. Diese Ablösung konnte jedoch erst 1975 abgeschlossen werden. Zwischenzeitlich wurde in den noch mit PUAZO-6 ausgerüsteten Truppenteilen das Kettenzugmittel AT-S durch den Lkw Tatra 813 ersetzt. Bei der Auflösung der NVA 1990 befanden sich keine PUAZO-6 mehr im aktiven Bestand.

### Andere Länder
Geliefert wurde das PUAZO-6 praktisch an alle Staaten, die auch die entsprechenden sowjetische Flugabwehrkanonen einsetzten. Zum Einsatz kam sie unter anderem im Koreakrieg, im Vietnamkrieg sowie bei diversen militärischen Auseinandersetzungen der arabischen Staaten mit Israel.